# Törökország az 1972. évi nyári olimpiai játékokon
Törökország az NSZK-beli Münchenben megrendezett 1972. évi nyári olimpiai játékok egyik részt vevő nemzete volt. Az országot az olimpián 8 sportágban 43 sportoló képviselte, akik összesen 1 érmet szereztek.

## Érmesek
| Érem  | Versenyző   | Sportág  | Versenyszám        |
| ----- | ----------- | -------- | ------------------ |
| Ezüst | Vehbi Akdağ | Birkózás | Szabadfogás, 62 kg |

## Atlétika
Férfi
| Versenyző     | Versenyszám | Előfutam | Előfutam | Előfutam | Elődöntő | Elődöntő | Elődöntő | Döntő         | Döntő         |
| Versenyző     | Versenyszám | Idő      | Hely.    | Össz.    | Idő      | Hely.    | Össz.    | Idő           | Helyezés      |
| ------------- | ----------- | -------- | -------- | -------- | -------- | -------- | -------- | ------------- | ------------- |
| Mehmet Tümkan | 800 m       | 3:49,5   | 6.       | 32.      | kiesett  | kiesett  | kiesett  | kiesett       | kiesett       |
| Mehmet Tümkan | 1500 m      | 3:44,0   | 7.       | 31.*     | kiesett  | kiesett  | kiesett  | kiesett       | kiesett       |
| Hikmet Şen    | 5000 m      | 14:26,0  | 11.      | 48.      |          |          |          | kiesett       | kiesett       |
| Hikmet Şen    | 10 000 m    | 29:51,8  | 15.      | 39.      |          |          |          | kiesett       | kiesett       |
| İsmail Akçay  | Maraton     |          |          |          |          |          |          | nem ért célba | nem ért célba |

* - egy másik versenyzővel azonos időt ért el

## Birkózás
Kötöttfogású
| Versenyző      | Versenyszám | 1. forduló                            | 2. forduló                       | 3. forduló                       | 4. forduló                           | 5. forduló        | 6. forduló        | Döntő             | Helyezés    |
| Versenyző      | Versenyszám | Ellenfél Eredmény                     | Ellenfél Eredmény                | Ellenfél Eredmény                | Ellenfél Eredmény                    | Ellenfél Eredmény | Ellenfél Eredmény | Ellenfél Eredmény | Helyezés    |
| -------------- | ----------- | ------------------------------------- | -------------------------------- | -------------------------------- | ------------------------------------ | ----------------- | ----------------- | ----------------- | ----------- |
| Hızır Sarı     | 48 kg       | Rahin Aliabadi (IRI) · kétvállas      | Wayne Holmes (USA) · 1-3         | Bernd Drechsel (GDR) · kétvállas | kiesett                              | kiesett           |                   | kiesett           | helyezetlen |
| Ahmet Tren     | 52 kg       | Enrique Jiménez (MEX) · 1-3           | Vaszíliosz Ganótisz (GRE) · 2-2  | Giuseppe Bognanni (ITA) · 3-1    | kiesett                              | kiesett           |                   | kiesett           | helyezetlen |
| Metin Alakoç   | 62 kg       | Jemal Megrelishvili (URS) · kétvállas | Georgi Markov (BUL) · 3-1        | kiesett                          | kiesett                              | kiesett           | kiesett           | kiesett           | helyezetlen |
| Seyyit Hışırlı | 68 kg       | Josef Brötzner (AUT) · kétvállas      | Robert Buzzard (USA) · kétvállas | Samil Hiszamutgyinov (URS) · 3-1 | Gian Matteo Ranzi (ITA) · 3-1        | kiesett           | kiesett           | kiesett           | 6.          |
| Mehmet Türüt   | 74 kg       | Nestor González (ARG) · kétvállas     | Ivan Kolev (BUL) · 3.5-0.5       | Vítězslav Mácha (TCH) · 3.5-0.5  | kiesett                              | kiesett           |                   | kiesett           | helyezetlen |
| Ali Yağmur     | 82 kg       | Jesús Blanco (ARG) · kétvállas        | Adam Ostrowski (POL) · 3-1       | Jay Robinson (USA) · kétvállas   | Anatolij Nazarenko (URS) · kétvállas | kiesett           |                   | kiesett           | helyezetlen |

Szabadfogású
| Versenyző           | Versenyszám | 1. forduló                          | 2. forduló                           | 3. forduló                                | 4. forduló                                       | 5. forduló                     | 6. forduló             | 7. forduló        | Döntő                                                                                        | Helyezés    |
| Versenyző           | Versenyszám | Ellenfél Eredmény                   | Ellenfél Eredmény                    | Ellenfél Eredmény                         | Ellenfél Eredmény                                | Ellenfél Eredmény              | Ellenfél Eredmény      | Ellenfél Eredmény | Ellenfél Eredmény                                                                            | Helyezés    |
| ------------------- | ----------- | ----------------------------------- | ------------------------------------ | ----------------------------------------- | ------------------------------------------------ | ------------------------------ | ---------------------- | ----------------- | -------------------------------------------------------------------------------------------- | ----------- |
| Sefer Baygın        | 48 kg       | Ognyan Nikolov (BUL) · 2-2          | Laták Attila (HUN) · kétvállas       | Ebrahim Javadi (IRI) · 3.5-0.5            | Ion Arapu (ROU) · 1-3                            |                                |                        |                   | kiesett                                                                                      | 4.          |
| Ali Rıza Alan       | 52 kg       | Sudesh Kumar (IND) · 3-1            | Willi Bock (GDR) · kétvállas         | Kim Jongdzsun (Kim Yeong-jun) (KOR) · 1-3 | Kim Gvanghjong (Gim Gwanghyeong) (PRK) · 3.5-0.5 | kiesett                        | kiesett                |                   | kiesett                                                                                      | helyezetlen |
| Kazım Yıldırım      | 57 kg       | Ivan Shavov (BUL) · 3-1             | Klinga László (HUN) · 3.5-0.5        | kiesett                                   | kiesett                                          | kiesett                        | kiesett                | kiesett           | kiesett                                                                                      | helyezetlen |
| Vehbi Akdağ         | 62 kg       | Orlando Gonçalves (POR) · kétvállas | Satpal Singh (IND) · kétvállas       | Jorma Liimatainen (FIN) · 1-3             | Pat Bolger (CAN) · 0.5-3.5                       | Petre Coman (ROU) · 1-3        | Abe Kijosi (JPN) · 3-1 |                   | 1. mérkőzés · Zagalav Abdulbekov (URS) · kétvállas · 2. mérkőzés · Ivan Krasztev (BUL) · 1-3 |             |
| Ali Şahin           | 68 kg       | Eliezer Halfin (ISR) · 1-3          | Rusznyák József (HUN) · 1-3          | Tsedendambyn Natsagdorj (MGL) · 3-1       | Ismail Yuseinov (BUL) · kétvállas                | Ruszlan Asuralijev (URS) · 1-3 |                        |                   | kiesett                                                                                      | 4.          |
| Mehmet Ali Demirtaş | 74 kg       | Wayne Wells (USA) · kétvállas       | Anthony Shacklady (GBR) · 1-3        | Wolfgang Nitschke (GDR) · kétvállas       | kiesett                                          | kiesett                        | kiesett                |                   | kiesett                                                                                      | helyezetlen |
| Hayri Polat         | 82 kg       | Tömöriin Artag (MGL) · 3-1          | Ibrahim Diop (SEN) · kétvállas       | Horst Stottmeister (GDR) · 3-1            | kiesett                                          | kiesett                        | kiesett                |                   | kiesett                                                                                      | helyezetlen |
| Mehmet Güçlü        | 90 kg       | Dzsigdzsidijn Mönhbat (MGL) · 1-3   | Rusi Petrov (BUL) · 3-1              | erőnyerő                                  | Bajkó Károly (HUN) · kétvállas                   | kiesett                        | kiesett                |                   | kiesett                                                                                      | helyezetlen |
| Alaattin Yıldırım   | 100 kg      | erőnyerő                            | Vasil Todorov (BUL) · visszalépett   | kiesett                                   | kiesett                                          | kiesett                        |                        |                   | kiesett                                                                                      | helyezetlen |
| Gıyasettin Yılmaz   | +100 kg     | Oldřich Vlasák (TCH) · kétvállas    | Alekszandr Medvegy (URS) · kétvállas | Oszman Duraliev (BUL) · kétvállas         | kiesett                                          | kiesett                        |                        |                   | kiesett                                                                                      | helyezetlen |

## Kerékpározás

### Országúti kerékpározás
| Versenyző                                                 | Versenyszám     | Idő             | Helyezés      |
| --------------------------------------------------------- | --------------- | --------------- | ------------- |
| Mevlüt Bora                                               | Mezőnyverseny   | nem ért célba   | nem ért célba |
| Rıfat Çalışkan                                            | Mezőnyverseny   | nem ért célba   | nem ért célba |
| Haluk Günözgen                                            | Mezőnyverseny   | nem ért célba   | nem ért célba |
| Ali Hüryılmaz                                             | Mezőnyverseny   | 4:17:13 (+2:36) | 73.           |
| Mevlüt Bora Ali Hüryılmaz Seyit Kırmızı Erol Küçükbakırcı | Csapat időfutam | 2:19:56 (+8:39) | 24.           |

## Ökölvívás
| Versenyző     | Versenyszám | Selejtező                 | 32-es főtábla                       | Nyolcaddöntő                      | Negyeddöntő                     | Elődöntő          | Döntő             | Helyezés |
| Versenyző     | Versenyszám | Ellenfél Eredmény         | Ellenfél Eredmény                   | Ellenfél Eredmény                 | Ellenfél Eredmény               | Ellenfél Eredmény | Ellenfél Eredmény | Helyezés |
| ------------- | ----------- | ------------------------- | ----------------------------------- | --------------------------------- | ------------------------------- | ----------------- | ----------------- | -------- |
| Arif Doğru    | Papírsúly   |                           | Davey Armstrong (USA) · 1-4         | kiesett                           | kiesett                         | kiesett           | kiesett           | 17.      |
| Kemal Solunur | Légsúly     | erőnyerő                  | Constantin Gruiescu (ROU) · 0-5     | kiesett                           | kiesett                         | kiesett           | kiesett           | 17.      |
| Mehmet Kumova | Harmatsúly  | Mayaki Seydou (NIG) · 2-3 | kiesett                             | kiesett                           | kiesett                         | kiesett           | kiesett           | 33.      |
| Seyfi Tatar   | Pehelysúly  | erőnyerő                  | Pasqualino Morbidelli (ITA) · 0-5   | kiesett                           | kiesett                         | kiesett           | kiesett           | 17.      |
| Eraslan Doruk | Könnyűsúly  | erőnyerő                  | Luis Rodríguez (VEN) · 5-0          | Khaidavyn Altankhuyag (MGL) · 3-2 | Alfonso Pérez (COL) · 2-3       | kiesett           | kiesett           | 5.       |
| Hakkı Sözen   | Váltósúly   | erőnyerő                  | Alfonso Fernández (ESP) · 1-4       | kiesett                           | kiesett                         | kiesett           | kiesett           | 17.      |
| Nazif Kuran   | Középsúly   |                           | Athanaszíosz Janópulosz (GRE) · RSC | Nathaniel Knowles (BAH) · KO      | Vjacseszlav Lemesev (URS) · RSC | kiesett           | kiesett           | 5.       |

## Sportlövészet
Nyílt
| Versenyző     | Versenyszám           | Pont | Helyezés |
| ------------- | --------------------- | ---- | -------- |
| Mehmet Dursun | Sportpuska, fekvő     | 592  | 35.      |
| Mehmet Dursun | Sportpuska, összetett | 1078 | 58.      |
| Fettah Güney  | Trap                  | 177  | 40.      |
| Özman Gıraud  | Skeet                 | 187  | 28.      |
| Güneş Yunus   | Skeet                 | 187  | 30.      |

## Súlyemelés
| Versenyző     | Versenyszám | Nyomás   | Nyomás   | Szakítás | Szakítás | Lökés    | Lökés    | Összesen | Helyezés |
| Versenyző     | Versenyszám | Eredmény | Helyezés | Eredmény | Helyezés | Eredmény | Helyezés | Összesen | Helyezés |
| ------------- | ----------- | -------- | -------- | -------- | -------- | -------- | -------- | -------- | -------- |
| İsmail Bayram | 75 kg       | 137,5    | 19.      | 122,5    | 16.      | 152,5    | 17.      | 412,5    | 16.      |
| Osman Mert    | 90 kg       | 160,0    | 10.      | 127,5    | 17.      | 167,5    | 17.      | 455,0    | 16.      |

## Úszás
Férfi
| Versenyző      | Versenyszám    | Előfutam | Előfutam | Előfutam | Elődöntő | Elődöntő | Elődöntő | Döntő   | Döntő    |
| Versenyző      | Versenyszám    | Idő      | Hely.    | Össz.    | Idő      | Hely.    | Össz.    | Idő     | Helyezés |
| -------------- | -------------- | -------- | -------- | -------- | -------- | -------- | -------- | ------- | -------- |
| Feridun Aybars | 100 m gyors    | 59,32    | 6.       | 46.      | kiesett  | kiesett  | kiesett  | kiesett | kiesett  |
| Feridun Aybars | 100 m pillangó | 1:04,46  | 6.       | 36.      | kiesett  | kiesett  | kiesett  | kiesett | kiesett  |
| Morkal Faruk   | 100 m mell     | 1:13,86  | 7.       | 42.      | kiesett  | kiesett  | kiesett  | kiesett | kiesett  |
| Morkal Faruk   | 200 m mell     | 2:43,69  | 6.       | 38.      |          |          |          | kiesett | kiesett  |

## Vívás
Férfi
| Versenyző      | Versenyszám       | Selejtező | Selejtező | Selejtező         | Selejtező | Negyeddöntő       | Negyeddöntő | Elődöntő          | Elődöntő | Döntő             | Döntő   | Helyezés    |
| Versenyző      | Versenyszám       | 1. kör | 1. kör    | 2. kör            | 2. kör    | Negyeddöntő       | Negyeddöntő | Elődöntő          | Elődöntő | Döntő             | Döntő   | Helyezés    |
| Versenyző      | Versenyszám       | Ellenfél Eredmény | Hely.     | Ellenfél Eredmény | Hely.     | Ellenfél Eredmény | Hely.       | Ellenfél Eredmény | Hely.    | Ellenfél Eredmény | Hely.   | Helyezés    |
| -------------- | ----------------- | --- | --------- | ----------------- | --------- | ----------------- | ----------- | ----------------- | -------- | ----------------- | ------- | ----------- |
| Bülent Erdem   | Tőr, egyéni       | 7. csoport · Daniel Revenu (FRA) · 0-5 · Joseph Freeman (USA) · 1-5 · Anatolij Kotyesev (URS) · 1-5 · Michael Breckin (GBR) · 4-5 · Vicente Calderón (MEX) · 2-5 · Lester Wong (CAN) · 5-3 | 6.        | kiesett           | kiesett   | kiesett           | kiesett     | kiesett           | kiesett  | kiesett           | kiesett | helyezetlen |
| Ali Tayla      | Párbajtőr, egyéni | 3. csoport · Rolf Edling (SWE) · 2-5 · Reinhard Münster (DEN) · 4-5 · Risto Hurme (FIN) · 4-5 · Christian Kauter (SUI) · 2-5 · Claudio Francesconi (ITA) · 5-1 ·                           | 6.        | kiesett           | kiesett   | kiesett           | kiesett     | kiesett           | kiesett  | kiesett           | kiesett | helyezetlen |
| Mehmet Akpınar | Kard, egyéni      | 9. csoport · Marót Péter (HUN) · 0-5 · Rolando Rigoli (ITA) · 1-5 · Alfonso Morales (USA) · 2-5 · Francisco de la Torre (CUB) · 1-5 · Istvan Kulcsar (SUI) · 5-2 ·                         | 5.        | kiesett           | kiesett   | kiesett           | kiesett     | kiesett           | kiesett  | kiesett           | kiesett | helyezetlen |

Női
| Versenyző     | Versenyszám | Selejtező | Selejtező | Negyeddöntő       | Negyeddöntő | Elődöntő          | Elődöntő | Döntő             | Döntő   | Helyezés    |
| Versenyző     | Versenyszám | Ellenfél Eredmény | Hely.     | Ellenfél Eredmény | Hely.       | Ellenfél Eredmény | Hely.    | Ellenfél Eredmény | Hely.   | Helyezés    |
| ------------- | ----------- | --- | --------- | ----------------- | ----------- | ----------------- | -------- | ----------------- | ------- | ----------- |
| Özden Ezinler | Tőr, egyéni | 6. csoport · Kerstin Palm (SWE) · 1-4 · Elżbieta Franke-Cymerman (POL) · 0-4 · Ruth White (USA) · 0-4 · Christine McDougall (AUS) · 3-4 · Janet Wardell-Yerburgh (GBR) · 2-4 | 6.        | kiesett           | kiesett     | kiesett           | kiesett  | kiesett           | kiesett | helyezetlen |